# Белвил (Канзас)
Белвил (енгл. Belleville) град је у америчкој савезној држави Канзас.

## Демографија
По попису из 2010. године број становника је 1.991, што је 248 (-11,1%) становника мање него 2000. године.
| Група             | 2000.         | 2010.         |
| Белци             | 2.192 (97,9%) | 1.929 (96,9%) |
| Афроамериканци    | 6 (0,3%)      | 6 (0,3%)      |
| Азијати           | 7 (0,3%)      | 11 (0,6%)     |
| Хиспаноамериканци | 18 (0,8%)     | 28 (1,4%)     |
| Укупно            | 2.239         | 1.991         |